# أندرس بيترسن
أندرس بيترسن (بالدنماركية: Anders Petersen)‏ (16 ديسمبر 1899 – 28 أبريل 1966) هو ملاكم دنماركي راحل، مثّل بلاده في الألعاب الأولمبية الصيفية 1920.

## روابط خارجية
أندرس بيترسن على موقع بوكس ريك (الإنجليزية) (registration required)
- أندرس بيترسن على موقع اللجنة الأولمبية الدولية (الإنجليزية)
- أندرس بيترسن على موقع أوليمبيديا (الإنجليزية)